# Siegestor

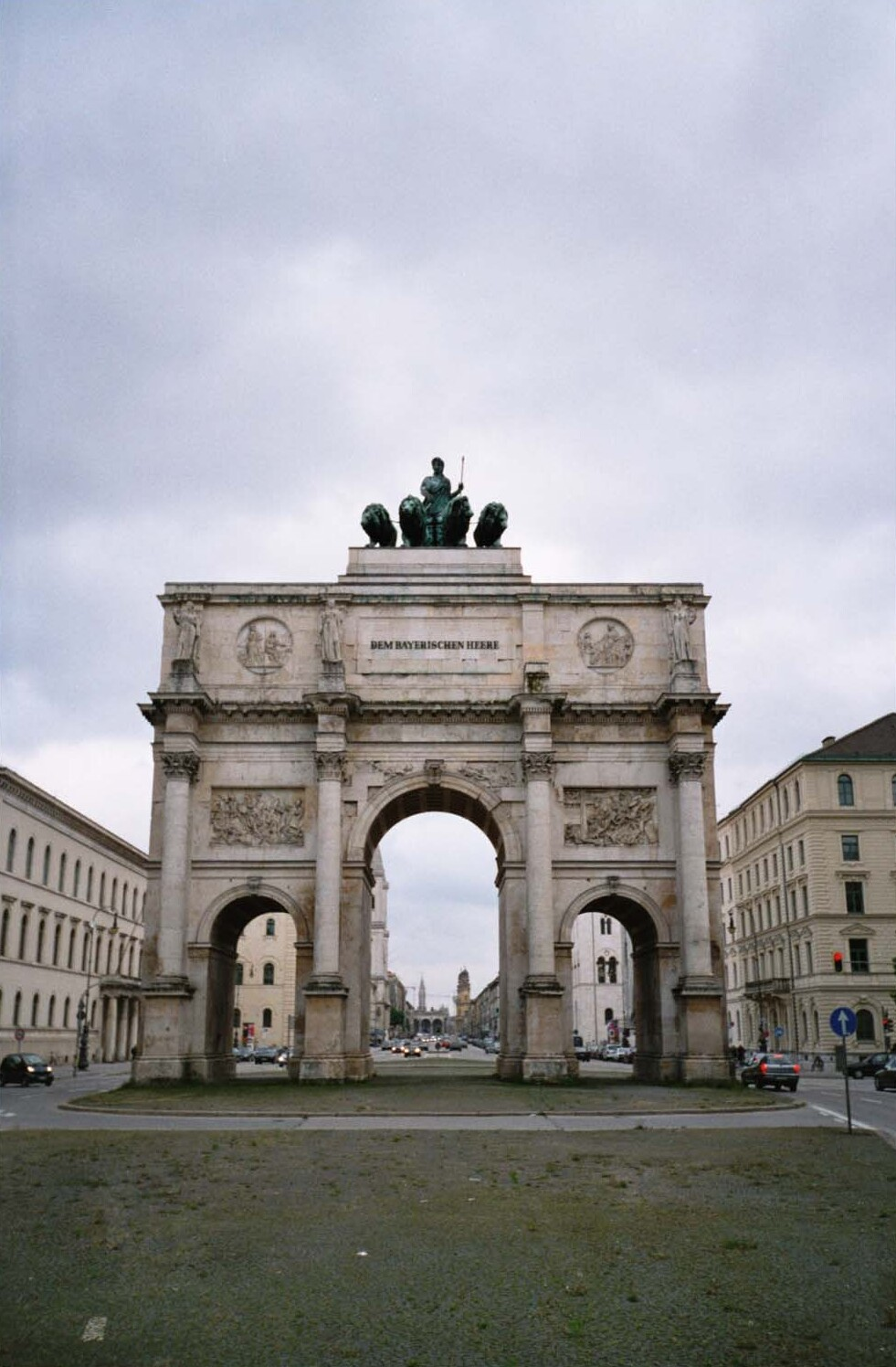
Siegestor i München.

Siegestor i München är Ludvig I av Bayerns triumfbåge över den bayerska armén. Den ritades av Friedrich von Gärtner och fullbordades efter dennes död av hans lärjunge Eduard Mezger 1850-52. Siegestor restaurerades delvis 1958 och fick sin nya inskription: "Dem Sieg geweiht, vom Krieg zerstört, zum Frieden mahnend - förärad segern, förstörd i krig, manande till fred".